# Cats & Dogs: The Revenge of Kitty Galore
Cats & Dogs: The Revenge of Kitty Galore is een Amerikaans-Australische familiefilm uit 2010. De film is een vervolg op de film Cats & Dogs uit 2001. De film ontving erg slechte recensies. De film was genomineerd voor een Razzie voor slechtste gebruik van 3D.

## Rolverdeling
- Chris O'Donnell - Shane Larson
- Jack McBrayer - Chuck
- James Marsden - Diggs (stem)
- Nick Nolte - Butch (stem)
- Christina Applegate - Catherine (stem)
- Katt Williams - Seamus (stem)
- Bette Midler - Kitty Galore (stem)
- Neil Patrick Harris - Lou (stem)
- Sean Hayes - Mr. Tinkles (stem)
- Wallace Shawn - Calico (stem)
- Roger Moore - Tab Lazenby (stem)
- Joe Pantoliano - Peek (stem)
- Michael Clarke Duncan - Sam (stem)
- Elizabeth Daily - Scrumptious (stem)
- Phil LaMarr - Paws (stem)
- J.K. Simmons - Gruff K-9 (stem)
- Roger L. Jackson - dikke kat (stem)